# Ortopula
Ortopula (in croato Starigrad) è un comune della Dalmazia nella regione zaratina.

## Località
Il comune di Ortopula è suddiviso in 3 frazioni (naselja), di seguito elencate. Tra parentesi il nome in lingua italiana, spesso desueto.
- Seline (Saline[5])
- Starigrad (Ortopula[1])
- Tribanj (Tribagno[6][7])